# A Doação de Constantino (Rafael)
A Doação de Constantino, ou Doação de Roma, é uma pintura de assistentes do artista renascentista italiano Rafael. Foi provavelmente pintado por Gianfrancesco Penni ou Giulio Romano, algures entre 1520 e 1524.
Após a morte do mestre, em 1520, eles trabalharam em conjunto com outros membros da oficina de Rafael para terminar a comissão de decorar com afrescos as salas que hoje são conhecidas como Stanze di Raffaello, no Palácio Apostólico, no Vaticano.
A Doação de Constantino está localizada na Sala de Constantino, um dos aposentos das Salas de Rafael. Foi inspirado nos famosos documentos falsificados que supostamente concederam aos Papas a soberania sobre os domínios territoriais de Roma.

## Temática
Depois de alcançar o domínio exclusivo sobre o Império Romano, por volta de 313. o imperador Constantino I supostamente prometeu ao Papa Silvestre I soberania espiritual sobre Roma, Itália e a metade ocidental do Império Romano. O documento conhecido como a Doação de Constantino, no qual os papas medievais basearam as reivindicações de poder espiritual e secular de longo alcance, foi revelado no século XV como sendo uma falsificação datada de cerca de 800. Papas posteriores continuaram a afirmar a validade do ato de doação, no entanto, que este afresco na Sala de Constantino também afirmou. Nele, Constantino entrega o papa, entronizado no meio-termo sob um baldaquino vermelho e com as características de Clemente VII, uma estatueta dourada como símbolo da cidade de Roma. Esta cena se desenrola na nave da Antiga Basílica de São Pedro e é notável pela representação precisa da arquitetura da igreja, que foi destruída no século XVI. Além de sua importância como documento histórico-artístico, a representação de Penni dos cidadãos de Roma, reunidos na basílica, acampados em primeiro plano e observando os acontecimentos entre as colunas, também é digna de apreciação.